# Florian Froschmayer
Florian Froschmayer (* 24. Oktober 1972 in Zürich) ist ein Schweizer Regisseur und Drehbuchautor.

## Leben
Nach einer Ausbildung zum kaufmännischen Angestellten arbeitete Froschmayer 1992 in einer Videothek. Ab April 1993 absolvierte er beim Schweizer Fernsehen als Editor eine Kurzausbildung. Von Mai 1993 bis Februar 1998 arbeitete er dann auch als Editor beim Schweizer Fernsehen DRS. Seit 1997 arbeitete er außerdem als Regisseur für Imagefilmen bei Business-Unit-Sport, Audiokraftwerk, Kino-Theater AG.
Ab 1996 war er zudem Redakteur und Produzent der Kinder- und Jugendsendung KIDZ fürs Schweizer Fernsehen. Er schrieb das Drehbuch zu seinem Kinofilm Exklusiv, welcher am 15. Oktober 1999 in die Schweizer Kinos kam. Es folgten 2001 die Dreharbeiten zum  Kinofilm L.A. X, welcher am 8. Januar 2002 in den Kinos anlief. Auch 2001 begann seine Regiearbeit in Deutschland. Dabei drehte er  Folgen für Küstenwache, Post Mortem, R. I. S. – Die Sprache der Toten, Im Namen des Gesetzes, SOKO 5113, SOKO Rhein-Main und Die Sitte. Sein Tatort-Debüt hatte Froschmayer 2008 mit der Episode Borowski und die heile Welt.
2004 begleitete Froschmayer zusammen mit Martin Masafret die Schweizer Fussballnationalmannschaft bei der Europameisterschaft in Portugal. Der Film Nous les Suisses lief am 4. Juli 2004 im Schweizer Fernsehen.
Froschmayer lebt in Berlin und Zürich.

## Filmografie
- 1999: Exklusiv
- 2002: L.A. X
- 2003: Die Sitte
  - 2003: Stiller Schrei
  - 2003: Tod am Teich
  - 2003: Blindes Verlangen
- 2004–2005: Im Namen des Gesetzes
  - 2004: Die Schuldenfalle
  - 2005: Stirb, Mörder!
  - 2005: Fluchtversuch
  - 2005: Missbrauch
  - 2005: Schwere Kindheit
- 2006–2011: Küstenwache:
  - 2006: Rendezvous mit dem Tod
  - 2006: Gnadenlos gejagt
  - 2011: Der Neue
  - 2011: Aufgespürt
  - 2011: Ein tödliches Spiel
- 2006: SOKO 5113
  - 2006: Man stirbt nur einmal
  - 2006: Der Tod unter dem Maibaum
  - 2006: Wehrlos
  - 2006: Schwarze Sonne
  - 2006: Drei
- 2006: SOKO Rhein-Main (Die Spezialisten: Kripo Rhein-Main)
  - 2006: Pretty Woman
  - 2006: Tod im Dienst
- 2007: Post Mortem
  - 2007: Alte Wunden
  - 2007: Tod auf Raten
- 2007: R. I. S. – Die Sprache der Toten
  - 2007: Stille Wasser
  - 2007: Der Funke Hoffnung
  - 2007: Mohnblume
  - 2007: Traumatisiert
  - 2007: Das Gesetz der Serie
- 2009–2015: Tatort:
  - 2009: Borowski und die heile Welt
  - 2010: Borowski und eine Frage von reinem Geschmack
  - 2010: Der Polizistinnenmörder
  - 2011: Edel sei der Mensch und gesund
  - 2015: Ihr werdet gerichtet
- 2010: Die Route
- 2012: Im Brautkleid meiner Schwester
- 2012: Der letzte Bulle:
  - 2012: Es lebe der Sport
  - 2012: Ohne Moos nix los
  - 2012: Das Killer-Alphabet
- 2015: Süßer September
- 2015: Es kommt noch besser
- 2017: Verliebt in Amsterdam
- 2018: Urlaub mit Mama (Fernsehfilm)